# بيلي أندرسون
بيلي أندرسون (بالإنجليزية: Billy Anderson)‏ هو لاعب كرة قدم أمريكية أمريكي، ولد في 17 فبراير 1941 في بالمر في الولايات المتحدة، وتوفي في 11 أبريل 1996 في هيوستن في الولايات المتحدة.